# هارفي بيت
هارفي بيت (بالإنجليزية: Harvey Pitt)‏ هو محامي وكاتب غير روائي وسياسي أمريكي، ولد في 28 فبراير 1945 في بروكلين في الولايات المتحدة. حزبياً، نشط في الحزب الجمهوري. وقد انتخب عضو هيئة الأوراق المالية والبورصات الأمريكية ‏.